# José María Navasal
José María Rafael Joaquín Modesto Isidro Ignacio Navasal González, más conocido como José María Navasal (Madrid, España, 16 de junio de 1916-Viña del Mar, Chile, 19 de enero de 1999), fue un destacado periodista de origen español radicado en Chile.

## Biografía

### Primeros años
Hijo de padre español y madre cubana, nació en Madrid en 1916. Después de la separación de sus padres, vivió junto a su madre en Mónaco. Desde los 8 años, vivió en La Habana, cursando sus estudios en el colegio Belén de la Compañía de Jesús, para luego marchar a Estados Unidos y estudiar en el College en Nueva York.

### Arribo a Chile
Llegó a Chile en 1936, donde comenzó a estudiar Derecho en la Pontificia Universidad Católica de Chile y, paralelamente, a trabajar en la Radio Agricultura.
Se casó con Marina Kunstmann, quien luego firmaría como Marina de Navasal, formando una familia de periodistas: sus hijos Joaquín y Ximena siguieron la profesión de sus padres.
Tras abandonar los estudios, se abocó a la labor periodística, siendo el primer periodista en informar en Chile de la invasión aliada a Normandía en 1944. Asimismo, empezó a escribir columnas en la sección internacional del diario El Mercurio, labor en la que permanecería por medio siglo, y, paralelamente, columnas deportivas en la afamada revista Estadio bajo el seudónimo de Pepe Navas. 
En 1955, junto con su esposa Marina, Alfredo Valdés Loma y Andrés Aburto, fundó la Agencia Informativa Orbe, la cual dirigió por 10 años.

### Carrera televisiva

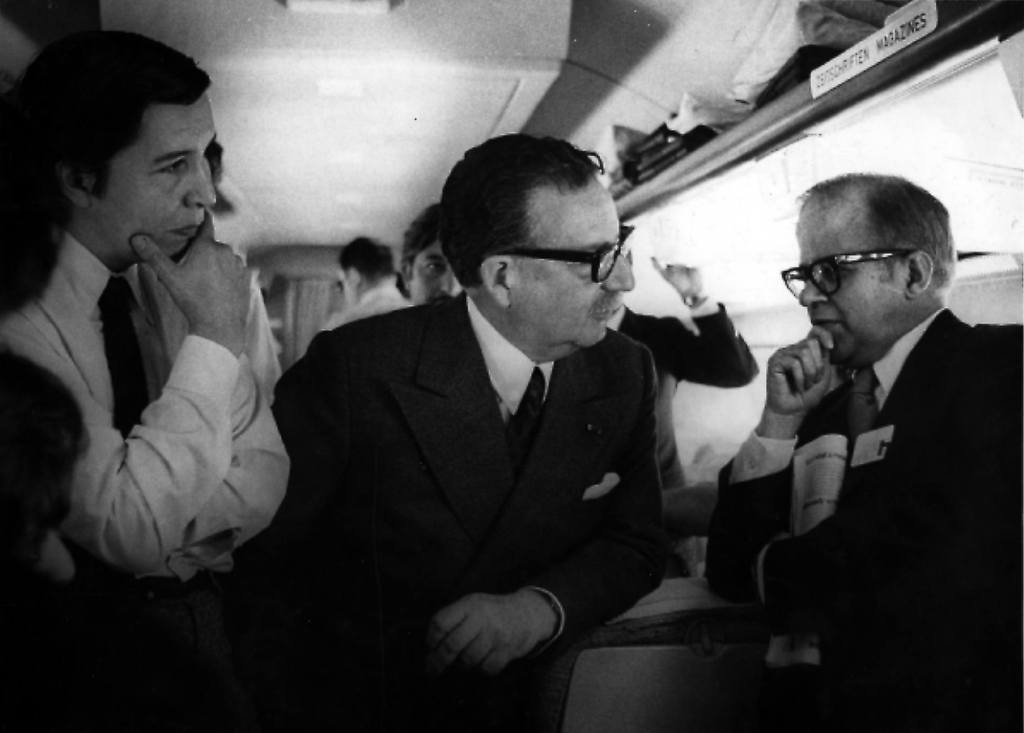
José María Navasal (derecha) junto a Salvador Allende (centro).

La llegada de la televisión no le fue indiferente, sumándose a la Corporación de Televisión de la Universidad Católica en la década de 1960, canal en el cual permaneció hasta su muerte, salvo por un breve intervalo en 1969 en Televisión Nacional de Chile.
Allí desarrolló la etapa más famosa de su trayectoria, tanto en los comentarios internacionales de los noticiarios centrales del canal católico como en la participación como panelista estable de los prestigiosos programas A esta hora se improvisa, junto a periodistas de la talla de Eugenio Lira Massi, Enrique Campos Menéndez, Julio Martínez o Tito Mundt; y, desde 1974, Almorzando en el trece, este último junto a su mujer, Marina, además de otros panelistas como Darío Rojas, María Teresa Serrano, Carmen Jaureguiberry o Raúl Matas.
Siguió incesable en su labor como columnista, panelista y entrevistador. Permaneció en la realización del comentario internacional de los sábados en Teletrece hasta el 28 de diciembre de 1996.

### Muerte
Falleció en Viña del Mar el 19 de enero de 1999. Su cuerpo fue cremado y sus cenizas esparcidas en la bahía de Valparaíso.

## Obras
- La Tierra no es redonda. Santiago: Zig Zag, 1967. 171pp.[3]